# Ріузаура
Ріузаура (Riudaura) — іспанський муніципалітет у провінції Жерона, Каталонія, розташований у регіоні Ла-Гарроча.
Раніше воно називалося Рідаура, хоча найдавнішою задокументованою формою, у якій з’являється назва місця, є «Ріодазар». Він розташований на кордоні з регіоном Ріпольес і оточений горами та лісами. Його дуже відвідують туристи, оскільки тут є багато маршрутів для походів, а його будинки та кам'яні вулиці надають йому особливу привабливість.
Перебував під юрисдикцією монастиря Рідаура та віконтів Бас. Старий монастир був зведений графом Віфредо I з Бесалу в 852 році, зараз залишилася лише кругла вежа.
Його економічними ресурсами є сільське господарство та тваринництво, а також текстильна промисловість. Туризм останнім часом переживає бум.

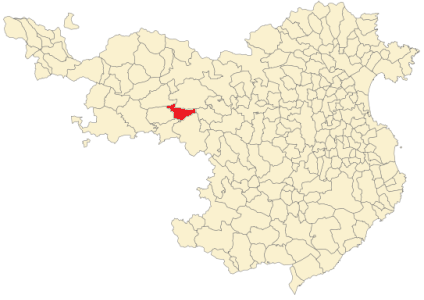
Розташування Ріадаура в провінції Жерона

## Суб'єкти поселення
- Ріудаура
- Бак-ден-Де
- Клот-де-ла-Плана
- Ла-Фаюла
- Ель-Солей

## Демографія
| 1497 f | 1515 f | 1553 f | 1717 | 1787 | 1857 | 1877 | 1887 | 1900 | 1910 |
| ------ | ------ | ------ | ---- | ---- | ---- | ---- | ---- | ---- | ---- |
| 31     | 25     | 24     | 522  | 971  | 913  | 1096 | 1111 | 955  | 943  |

| 1920 | 1930 | 1940 | 1950 | 1960 | 1970 | 1981 | 1990 | 1992 | 1994 |
| ---- | ---- | ---- | ---- | ---- | ---- | ---- | ---- | ---- | ---- |
| 950  | 823  | 752  | 710  | 638  | 629  | 426  | 387  | 372  | 383  |

| 1996 | 1998 | 2000 | 2002 | 2004 | 2006 | 2008 | 2010 | 2012 | 2014 |
| ---- | ---- | ---- | ---- | ---- | ---- | ---- | ---- | ---- | ---- |
| 389  | 390  | 417  | 413  | 406  | 417  | 426  | 441  | -    | -    |

## Пам'ятники та визначні місця
- Парафіяльна церква Санта-Марія-де-Ріудаура
- Церква Сан-Мігель-дель-Мон. 1779 рік
- Святилище Фон де Жанна
- Простір для відпочинку та культури (RCR Aranda+Pigem+Vilalta)